# George Grimshaw
George W. "Woody" Grimshaw (Reino Unido, 24 de septiembre de 1919-Methuen, Massachusetts, 20 de octubre de 1974) fue un jugador y entrenador de baloncesto británico nacionalizado estadounidense que disputó una temporada en la BAA, además de jugar en la ABL. Con 1,85 metros de estatura, jugaba en la posición de base.

## Trayectoria deportiva

### Universidad
Jugó durante cuatro temporadas con los Bears de la Universidad de Brown, donde también fue una figura en fútbol americano, siendo el primer jugador de la historia de la universidad en alcanzar los 1.000 puntos, dejando la marca en 1.021. Fue uno de los artífices del campeonato de Nueva Inglaterra logrado en 1945. Fue el capitán del equipo sus tres últimas temporadas, y desde 1982 se concede el Woody Grimshaw Memorial Award que premia al jugador de Brown que muestre la actitud más positiva y el mejor espíritu.

### Profesional
En 1946 fichó por los Providence Steamrollers de la recién creada BAA, con los que jugó una temporada, en la que promedió 2,9 puntos por partido. Al año siguiente fichó por los Hartford Hurricanes de la ABL, pero únicamente disputó un partido.

#### Estadísticas en la BAA

##### Temporada regular
| Temporada | Edad | Equipo                  | Liga | P  | TIT | MIN | TC  | TCA | %TC  | 3P | 3PA | %3P | TL  | TLA | %TL  | R.OF. | R.DEF. | REB | ASIS | ROB | TAP | PER | FP  | PTS |
| 1946-47   | 27   | Providence Steamrollers | BAA  | 21 |     |     | 1.0 | 2.7 | .357 |    |     |     | 1.0 | 2.1 | .477 |       |        |     | 0.0  |     |     |     | 1.2 | 2.9 |
| Total     |      |                         | BAA  | 21 |     |     | 1.0 | 2.7 | .357 |    |     |     | 1.0 | 2.1 | .477 |       |        |     | 0.0  |     |     |     | 1.2 | 2.9 |